# Egyszemélyes hadsereg (film, 1979)
Az Egyszemélyes hadsereg vagy Karatepárbaj (eredeti cím: A Force of One) 1979-ben bemutatott amerikai harcművészeti filmthriller, melyet Ernest Tidyman forgatókönyvéből Paul Aaron rendezett. A főbb szerepekben Chuck Norris, Jennifer O’Neill, Ron O’Neal, Clu Gulager és a harcművész Bill Wallace (aki ezzel a filmmel debütált színészként) látható. Az Országúti bunyós (1977) és A jó fiúk feketében járnak (1978) után ez volt a harmadik film, melyben Norris főszereplőként tűnik fel.
Az Amerikai Egyesült Államokban 1979. május 18-án jelent meg.

## Cselekmény
Miközben két civil ruhás San Diegó-i rendőr egy sportáruház raktárában drogok után nyomoz, egy maszkos támadó rajtuk üt és harcművészeti tudásával végez velük. Mandy Rust rendőrtiszt és Sam Dunne hadnagy segítségért fordul Matt Logan karatebajnokhoz, arra kérve őt, tanítsa a rendőrség embereit a pusztakezes harcra. Logan elvállalja az ügyet, nagyrészt személyes indíttatásból: fogadott fia, Charlie ugyanis egy túladagolásban meghalt drogfüggő gyermeke volt.
A drogügylet hátterében egy Melrose nevű férfi áll, aki a sportüzletén keresztül raktározza és terjeszti a kábítószert. Elsőszámú embere a könyörtelen Jerry Sparks, Logan harcművész riválisa. Sparks nyomába eredve Charlie rájön, hogy a rendőrségnél van egy beépített ember, Rollins őrmester. Sparks azonban elfogja a fiút és küzdelemben végez vele, a halálát később túladagolás miatti balesetnek álcázva. Logan – tudva, hogy fia sosem nyúlt volna drogokhoz – bosszút esküszik a gyilkos ellen. 
Mandy és társa, Moskowitz meglátogatják a sportraktárt, ahol találkoznak Rollinsszal: állítása szerint már elvégezte a házkutatást, eredménytelenül. Logan meccse előtt Mandy elmegy Rollins otthonába és kokaint talál, de Melrose fegyvert szegez rá. A rendőrnő ártalmatlanná teszi támadóját és a versenyre igyekszik.
Meccs közben Matt felismeri Sparksban a maszkos támadót. Rollins lelepleződik és a rendőrök elfogják. Sparks egy lopott autóval menekül, Logan  és Mandy üldözőbe veszik. A végső leszámolásban Logan párviadalban legyőzi riválisát, aki ezután orvul megpróbál rátámadni, ezért Logan eltöri a nyakát.

## Szereplők
| Szerep                          | Színész            | Magyar hang          | Magyar hang     | Magyar hang    |
| Szerep                          | Színész            | 1. szinkron (1992)   | 2. szinkron     | 3. szinkron    |
| ------------------------------- | ------------------ | -------------------- | --------------- | -------------- |
| Matt Logan                      | Chuck Norris       | Dörner György        | Mihályi Győző   | Rosta Sándor   |
| Amanda "Mandy" Rust rendőrtiszt | Jennifer O’Neill   | Menszátor Magdolna   | Orosz Helga     | Kiss Erika     |
| Sam Dunne hadnagy               | Clu Gulager        | Ujréti László        | Papp János      | Barbinek Péter |
| Dan Rollins őrmester            | Ron O’Neal         | Papp János           | Balázsi Gyula   |                |
| Jerry Sparks                    | Bill Wallace       | Vass Gábor           | Gesztesi Károly |                |
| Charlie Logan                   | Eric Laneuville    | Szokol Péter         | Czvetkó Sándor  | Galambos Péter |
| Moskowitz                       | James Whitmore Jr. | Szabó Sipos Barnabás | Rosta Sándor    | Schnell Ádám   |
| Melrose                         | Clint Ritchie      | Juhász Jácint        | Csuja Imre      |                |
| Orlando                         | Pepe Serna         | Mikula Sándor        | Holl Nándor     |                |
| Newton                          | Ray Vitte          | Jakab Csaba          | Kassai Károly   | Kálid Artúr    |
| Bishop                          | Taylor Lacher      | Barbinek Péter       | Melis Gábor     |                |
| Harriett                        | Lisa James         | Tóth Ildikó          | Spilák Klára    |                |
| Dr. Eppis                       | Charles Cyphers    | Orosz István         | Wohlmuth István |                |

## Fordítás
- Ez a szócikk részben vagy egészben  az   A Force of One című angol Wikipédia-szócikk ezen változatának fordításán alapul.  Az eredeti cikk szerkesztőit annak laptörténete sorolja fel. Ez a jelzés csupán a megfogalmazás eredetét és a szerzői jogokat jelzi, nem szolgál a cikkben szereplő információk forrásmegjelöléseként.